# Monte Fior
Il monte Fior è una montagna delle Alpi alta 1.824 m e si trova nella parte centrale dell'altopiano dei Sette Comuni, sul gruppo montuoso delle Melette, in provincia di Vicenza.

## Prima guerra mondiale
Monte Fior è stato interessato da importantissimi eventi bellici durante la prima guerra mondiale; veniva infatti denominato dai comandi italiani "la chiave dell'Altipiano". Alcuni episodi sulle battaglie qui avvenute sono narrati nel libro di Emilio Lussu Un anno sull'Altipiano (quest'ultimo fu d'ispirazione per le sceneggiature del film Uomini contro, di Francesco Rosi) e nelle memorie incluse in Terra matta, del combattente Vincenzo Rabito. Tutta la linea di cresta è solcata da imponenti trincee scavate direttamente nella roccia tuttora ben visibili.
I reparti militari eredi dell'esercito imperial-regio austriaco, il 7 giugno di ogni anno celebrano nel capoluogo stiriano il Meletta – Gedenkfeier, la festa del Ricordo di monte Meletta (nella cartografia austriaca corrispondente a monte Fior).

Il battaglione Alpini Morbegno, nel ricordo del fatto d'arme, celebra anch'esso il 7 giugno la festa di Corpo, mentre la 1^ Medaglia d'Oro al V.M. concessa alle Bandiere del 151° e 152º Fanteria Sassari reca incise le località di monte Fior e monte Castelgomberto.

Tali episodi sono legati alla prima battaglia delle Melette.

## Caratteristiche
Dalla sommità del monte un ampio panorama permette di scorgere alcune cime dolomitiche e i lontani rilievi appenninici oltre che il mare Adriatico.